# Ligament collatéral des articulations métatarso-phalangiennes
Les ligaments collatéraux des articulations métatarso-phalangiennes (ou ligaments métatarso-phalangiens latéraux) sont des ligaments des cinq articulations métatarso-phalangiennes situées dans le pied.

## Description
Chaque articulation métatarso-phalangienne possède deux ligaments collatéraux : un latéral et un médial.
Ce sont des cordons solides et arrondis, placés un de chaque côté de chaque articulation. 
Ils s'insèrent sur les tubercules latéraux des têtes métatarsiennes, et se terminent à l'avant sur les tubercules latéraux des bases des phalanges proximales.